# Eusebio Cañas
Eusebio Cañas va ser un jesuïta nascut a la vila d'Ademús, País Valencià, que va viure a la segona meitat del segle xviii.

## Vida
Estudià al seminari de Sogorb i, amb l'expulsió dels jesuïtes, es va instal·lar a Itàlia. Va viure a Ferrara i Bolonya, i va pertànyer al cercle d'intel·lectuals que rodejaren a l'il·lustrat valencià Manuel Lassala, també jesuïta expulsat. Cañas va morir a Itàlia el 1809.

## Obres
Fonamentalment, Cañas es va dedicar al treball de la traducció, a més d'escriure alguna poesia. Va traduir obres del seu amic Lassala, com ara Ormisinda, Dido Abandonada, La Partida de Eneas, i fins i tot el Pygmalion de Rousseau.